# UNESCO-Preis für Friedenserziehung
Der UNESCO-Preis für Friedenserziehung wird seit 1981 jährlich verliehen.
Der Preis ist mit bis zu 60.000 US-Dollar dotiert und honoriert außergewöhnliche Aktivitäten im Sinne der UNESCO-Verfassung.

## Preisträger
- 1981: Helena Kekkonen (Finnland) und die Weltorganisation der Pfadfinderbewegung (WOSM)
- 1982: Stockholmer Institut zur internationalen Friedensforschung (SIPRI)
- 1983: Pax Christi International
- 1984: Internationale Ärzte für die Verhütung des Atomkrieges (IPPNW)
- 1985: Generalmajor Indar Jit Rikhye (Indien) und das Georg-Eckert-Institut für internationale Schulbuchforschung (Deutschland)
- 1986: Professor Paulo Freire (Brasilien)
- 1987: Laurence Deonna (Schweiz) und Servicio Paz y Justicia en America Latina
- 1988: Frère Roger, Taizé (Frankreich)
- 1989: Robert Muller (Frankreich) und International Peace Research Association (IPRA)
- 1990: Rigoberta Menchú Tum (Guatemala) und World Order Models Project (WOMP)
- 1991: Ruth Leger Sivard (USA) und Cours Sainte Marie de Hann (Senegal)
- 1992: Mutter Teresa
- 1993: Madeleine de Vits (Belgien) und The Graduate Institute of Peace Studies (Südkorea)
- 1994: The Venerable Prayudh Payutto (Thailand)
- 1995: Österreichisches Studienzentrum für Frieden und Konfliktlösung (ÖSFK) gemeinsam mit dem European University Center for Peace Studies (EPU) (Österreich)
- 1996: Chiara Lubich (Italien)
- 1997: Francois Giraud (Frankreich)
- 1998: Educators for Peace and Mutual Understanding (Ukraine); lobende Erwähnung: Fridtjof Nansen Academy (Norwegen), World Court Project (Neuseeland), Ulpan Akiva Netanya (Israel)
- 1999: Mütter der Plaza de Mayo aus Buenos Aires, Argentinien; lobende Erwähnung: Irene Drolet (Kanada), Verein für Friedenspädagogik aus Tübingen, Daughters of Mary Help of Christians Don Bosco’s Home (House) (Angola)
- 2000: der Friedenspädagoge Toh Swee-Hin (Australien); lobende Erwähnung: Pierre Weil (Frankreich), Christiana Ayoka Mary Thorpe (Sierra Leone) und die Middle East Children Association (MECA)
- 2001: das Jüdisch-Arabische Zentrum für Friedenserziehung in Givat Haviva (Israel) und der Bischof Nelson Onono Onweng (Uganda); lobende Erwähnung: Betty A. Reardon (USA)
- 2002: die Montessori-Schule in Lakhnau (Indien)
- 2003: Emile Shoufani, griechisch-katholischer Archimandrit in Nazaret für jüdisch-arabische Begegnungen zum Thema Holocaust;[1] lobende Erwähnung: Yolande Mukagasana (Ruanda/Belgien)
- 2004 und 2005: nicht verliehen
- 2006: Christopher Weeramantry, Richter in Sri Lanka, für sein Lebenswerk zugunsten einer Kultur des Friedens; spezielle Erwähnung: Fundación para la Reconciliación (Kolumbien)
- 2008: Institute for Justice and Reconciliation (Südafrika)